# Nuggets de Burger King
La cadena de restaurantes de comida rápida Burger King incluye nuggets de pollo en su menú. Fueron introducidos en 1985, con el auge de los productos de pollo en respuesta a la popularidad del producto de su competencia McDonald´s, los McNuggets de pollo.

## Descripción del producto
Los nuggets de pollo de Burger King son pequeños trozos de pollo de carne blanca formada,  tienen aproximadamente 400 calorías por pedazo, empanizados y fritos. El tamaño depende de las preferencias regionales de las franquicias; los tamaños típicos varían de porciones de 4 a 10 piezas.

## Historia
Las ofertas de pollo de Burger King hicieron su debut oficialmente en 1985 para abordar la ausencia de un producto de dedo a base de pollo para competir con los McNuggets de pollo de McDonald's. Los tamaños de las porciones originales eran de seis, nueve, doce y veinticinco piezas para fiestas. En ese momento, el producto tuvo que retirarse debido a la disponibilidad limitada de carne de pollo de los productores; el producto se reintrodujo unos seis meses después. Originalmente elaborado con filetes de pollo en rodajas, el producto fue reemplazado por un producto de pollo cortado en trozos varios años después. A partir de la década de 2000, Burger King reconfiguró la forma de tiras a coronas de tres puntas que se vendían en los Estados Unidos, Canadá y otros mercados, mientras que otros mercados usaban formas tradicionales de pepitas. Se reintrodujo una porción de veinte piezas. Con la compra de Burger King por 3G Capital en 2010, la compañía comenzó a introducir productos nuevos y reformulados. Las ofertas de pollo fueron la primera línea de productos modificada, con una nueva versión introducida en marzo de 2011. En enero de 2013, Burger King cambió el nombre del producto a Nuggets de Pollo Burger King y eliminó las formas de la corona en los Estados Unidos y Canadá.

## Variantes
- Se introdujo un producto relacionado, Tiras de Pescado, para complementar las Tiras de Pollo durante la expansión del menú de 1989. El producto era un pedido de palitos de pescado que se vendía en el mismo envase que las Tiras de Pollo con salsa tártara para mojar. Los tamaños de las porciones correspondieron a las Tiras de Pollo. Se suspendió en 1990.[2]
- El sándwich de Tiras de Pollo: 3 piezas de Tiras de Pollo servidas en un rollo de hamburguesa con mayonesa y lechuga o pollo parmesano con queso mozzarella y salsa marinara. Se vende como parte del menú de valores regionales de Burger King en Estados Unidos.
- En un intento por abordar el aumento de la obesidad infantil en los países occidentales, Burger King anunció en septiembre de 2007 que comenzaría a introducir gradualmente las ofertas de pollo a la parrilla como parte de un menú infantil ampliado y orientado a la salud.[3][4][5][6] Disponible en el Reino Unido e Irlanda a partir de febrero de 2008.